# 第5航空軍 (日本軍)
第5航空軍（だいごこうくうぐん、第五航空軍）は、大日本帝国陸軍の航空軍の一つ。通称号は隼、軍隊符号は5FA。

## 沿革
1944年（昭和19年）2月10日、軍令陸甲第八号によって第3飛行師団司令部を第五航空軍司令部に改編し、15日に大陸命第九四五号をもって、第三飛行師団の編合を解き、第五航空軍戦闘序列を令し、支那派遣軍戦闘序列に編入した。
第五航空軍は一号作戦のための訓練と準備を主体としていたが、西南中国の米空軍に対する進攻も緩めず、主として少数の九九双軽による夜間攻撃を実施していた。第五航空軍の作戦計画は、華中華南の雨期前の五月までに桂林以東地区の敵空軍を撃滅し、主力をもって第十一軍の地上作戦に直接協力し、一部をもって京漢作戦協力および揚子江兵站補給線、施設を確保するとともに敵の本土空襲を警戒阻止するというものだった。
3月、主として揚子江上船団の援護と要地の防空、重慶側空軍の前進基地への攻撃に努めていた。4月、一号作戦が開始。重慶第一戦区軍に対する地上作戦が始まり、第五航空軍は航空作戦で地上協力を行った。6月2日、一号作戦の一環としてト号作戦が5月27日に開始したため、第二飛行団を南支那広東地区に転進させ、北支那方面に対しては適時武漢地区から敵の基地の西安、漢中、安康などを攻撃することで協力した。
1945年（昭和20年）5月8日、航空総軍の戦闘序列に編入。同年6月上旬朝鮮に転用され、決号作戦の準備を開始した。同年8月9日、ソ連対日参戦に伴い朝鮮北部へソ連労農赤軍が侵攻
、これに対して防衛体勢を整えたが、終戦により戦闘行動を停止した。

## 要職
司令官
- 下山琢磨 中将：1944年2月14日 -

参謀長
- 橋本秀信 少将：1944年2月14日 -
- 中西良介 少将：1944年10月2日 - 1945年8月23日

参謀副長
- 吉井宝一 大佐：1944年2月14日 -
- 堀場一雄 大佐：1944年6月4日 - 1945年8月22日

参謀
- 大賀時雄 大佐 (高級参謀)
- 鹿子島隆 中佐（作戦）
- 釜井耕輝 中佐（後方）
- 椙山一郎 中佐（情報）
- 水尾広吉 中佐（後方）
- 植弘親孝 少佐
- 乗田貞剛 少佐（編制）
- 高橋正次 少佐
- 坂上義顕 少佐
- 堀池正夫 少佐
- 中野幸作 少佐
- 植村英一 少佐

その他
- 高級副官：高橋秀次 少佐
- 兵器部長：平山清助 大佐
- 経理部長：沢本四郎 主計少将
- 軍医部長：堀口修輔 軍医少将
- 法務部長：高塚憲太郎 法務少将

## 編制
1945年8月15日　終戦時
- 第1飛行団：原田潔 大佐
  - 飛行第22戦隊
  - 飛行第25戦隊
  - 飛行第85戦隊
- 第2飛行団：松本理教 大佐
  - 飛行第6戦隊
  - 飛行第9戦隊
- 第8飛行団：弘中孫六大佐
  - 飛行第16戦隊
  - 飛行第44戦隊
  - 飛行第82戦隊
- 独立第105教育飛行団
- 第5航空地区司令部
- 第16航空地区司令部
- 第26航空地区司令部
- 第44航空地区司令部
- 第50航空地区司令部
- 第54航空地区司令部
- 第5航空通信司令部
  - 第15航空通信連隊
  - 第24航空通信連隊
- 第4気象連隊
- 第26野戦航空修理廠
- 第15野戦航空補給廠